# Гаврилов, Андрей Гаврилович
Андрей Гаврилович Гаврилов (н/в —14.01.1906) — пермский купец 2-й гильдии, потомственный почетный гражданин, меценат.

## Биография
Андрей Гаврилович, продолжил торговое дело отца Гаврилы Гаврилова, стал купцом 2-й гильдии и наследовал отцовский дом на Покровской улице в г. Перми (ныне ул. Ленина, 22). Занимался виноторговлей, содержал несколько трактиров в городе. В 1883 году построил каменный двухэтажный жилой дом вблизи Черного рынка, центра торговли дореволюционной Перми, и большой магазин рядом со своим домом, который сдавал в аренду.
В этом здании располагалась продуктовая торговля Бобрика, торговля винами и минеральными водами Котеневой, одеждой и обувью — Копысова. Ныне дом и хозяйственные постройки А. Г. Гаврилова — единственная сохранившаяся в Перми в комплексе купеческая усадьба (ул. Куйбышева, 6).
За благотворительную деятельность А. Г. Гаврилову было присвоено звания потомственного почетного гражданина. Он оказывал материальную помощь дамскому попечительству о бедных, убежищу слепых детей, губернскому детскому приюту. Осуществил пожертвования на строительство каменного здания театра, часовни Стефана Великопермского.

## Семья
Жена — Мария Яковлевна, содержала трактир на Сенном рынке города.
Брат — Павел Гаврилович, купец 2-й гильдии, проживал по улице Торговой, 46. В собственном доме держал магазин готового платья и мастерские по раскройке и шитью одежды. Он и его жена Анисья Дмитриевна в течение ряда лет были членами дамского попечительства о бедных, жертвовали деньги на содержание детей-сирот, строительство учреждений для бедных. В 1897 году был зарегистрирован торговый дом «П. Г. Гаврилов с сыновьями», после смерти его основателя торговое дело перешло старшему сыну, Александру Павловичу.